# هرمون قشري سكري
تُعتبر الهرمونات القشرية السكرية أو القشرانيات السكرية (بالإنجليزية: Glucocorticoids أو glucocorticosteroids)‏ جزءًا من آليات ردود الفعل التي يتخذها الجهاز المناعي ليقلل من أحد جوانب الوظيفة المناعية، مثل الالتهابات. تُستخدم القشرانيات السكرية في الطب في علاج الكثير من الأمراض التي يسببها فرط نشاط الجهاز المناعي مثل الحساسية والربو وأمراض المناعة الذاتية وتعفن الدم (التقيح أو الانتان). ينجم عن استخدام القشرانيات السكرية العديد من الآثار الجانبية التي تكون خطيرة في بعض الأحيان، ونتيجة لأضرارها المحتملة، نادرًا ما تُباع للجمهور دون وصفة طبية. تعارِض القشرانيات السكرية بعض الآليات غير الطبيعية للخلايا السرطانية وتقاومها، لذلك تُستخدم بجرعات عالية  لعلاج بعض أنواع السرطان. يشمل هذا تثبيط تكاثر الخلايا الليمفاوية وتوالدها لعلاج لسرطانات الدم والسرطانات اللمفاوية، وتُستخدم في الحد من الآثار الجانبية للعقاقير المضادة للسرطان.
تؤثر القشرانيات السكرية على الخلايا عبر الارتباط بمستقبلات القشرانيات السكرية الموجودة على هذه الخلايا. يُنظم المُعقد الناتج من ترابط القشرانيات السكرية مع مستقبلاتها على الخلايا عملية إنتاج البروتينات المضادة للالتهابات في أنوية الخلايا، ما يكبح إنتاج البروتينات المرتبطة بالاستجابة للالتهابات في العصارة الخلوية عبر منع انتقال عوامل النسخ الأخرى من العصارة الخلوية.
تتميز القشرانيات السكرية عن القشرانيات المعدنية والستيرويدات (المنشطات) الجنسية بمستقبلاتها الخاصة في الخلايا المُستهدفة، وتأثيراتها الفزيولوجية. من الناحية التقنية، يُشير مصطلح الستيرويدات القشرانية (كورتيكوستيرويد أو المنشطات القشرانية) إلى كل من القشرانيات السكرية والقشرانيات المعدنية؛ (لأن كلاهما يُشبه الهرمونات التي تنتجها قشرة الغدة الكظرية)، لكنه غالبًا ما يُستخدم مرادفًا للقشرانيات السكرية. تُنتج القشرانيات السكرية بشكل أساسي من المنطقة الحُزميّة في قشرة الغدة الكظرية، بينما تُصنّع القشرانيات المعدنية في المنطقة الكُبيبيّة.
يُعتبر الكورتيزول (أو هيدروكورتيزون) أحد أهم القشرانيات السكرية البشرية. فهو ضروري لاستمرار الحياة، إذ يدعم وينظم العديد من الوظائف المهمة مثل وظائف القلب والأوعية الدموية والتمثيل الغذائي والاتزان الداخلي والوظائف المناعية. هناك العديد من القشرانيات السكرية الصناعية متاحة ضمن الاستخدامات الطبية العلاجية في حالة تعويض النقص في القشرانيات السكرية الطبيعية أو في حالة تثبيط الجهاز المناعي.

## التأثيرات
يُمكن تصنيف تأثيرات القشرانيات السكرية بشكل عام إلى فئتين رئيسيتين: تأثيرات أيضيّة وتأثيرات مناعية. بالإضافة إلى ذلك، تلعب القشرانيات السكرية دورًا محوريًا في نمو الجنين وفي الاتزان الداخلي لسوائل الحسم.

### المناعة
كما وُضح بالأعلى، تعمل القشرانيات السكرية عبر التفاعل والتداخل مع مستقبلاتها على الخلايا، إذ تهدف إلى:
- زيادة تصنيع البروتينات المضادة للالتهابات.
- تقليل تصنيع البروتينات المحفزة للالتهابات.

من المعروف أيضًا أن القشرانيات السكرية تلعب دورًا هامًا في تطور الخلايا اللمفاوية التائية وتوازنها. يتضح هذا من خلال التجارب التي أُجريت على الفئران المُعدلة وراثيًا مع زيادة حساسية الخلايا التائية للقشرانيات السكرية أو تقليلها.
الأيض: يُشتق اسم القشرانيات السكرية من الملاحظات المبكرة حول مشاركة هذه الهرمون في أيض الجلكوز. في حالة الصيام، يُحفّز الكورتيزول العديد من العمليات التي تحافظ على مستويات الجلكوز طبيعية في الدم.

### التأثيرات على الأيض
تنشيط عملية تصنيع الجلوكوز بصفة خاصة في الكبد: ينتج عن هذا الممر تصنيع الجلكوز من وحدات غير سداسية مثل الأحماض الأمينية والجلسرين الناتجين من تكسير الأحماض الثلاثية، وله أهمية خاصة في الحيوانات آكلة اللحوم وبعض الحيوانات العاشبة (آكلة العشب). يُعتبر تحفيز عملية التعبير الجيني للإنزيمات المشاركة في عملية تصنيع الجلوكوز هي الوظيفة الأيضية الأشيع للقشرانيات السكرية.
- تجميع الأحماض الأمينية من الأنسجة خارج الكبد ونقلها، وهي من الدعائم المهمة لعملية تصنيع الجلوكوز.
- تثبيط امتصاص الجولكوز في العضلات والأنسجة الدهنية، وهي إحدى الآليات المُتّبعة لتوفير الجلوكوز.
- تحفيز عملية تكسير الدهون في الأنسجة الدهنية: تنتج الأحماض الدهنية من عملية تكسير الدهون لاستخدامها في إنتاج الطاقة في الأنسجة المختلفة مثل العضلات، ويوفر الغليسرين المنطلق ركيزة أخرى لعملية تصنيع السكر.
- زيادة الاحتفاظ بالصوديوم وزيادة إزالة البوتاسيوم، ما يؤدي إلى زيادة نسبة الصوديوم وانخفاض نسبة البوتاسيوم في الدم.
- زيادة تركيز الهيموغلوبين عن طريق إعاقة هضم خلايا الدم الحمراء بوساطة الخلايا البلعمية.
- زيادة إزالة الحمض البولي عن طريق البول.
- زيادة إزالة الكالسيوم عن طريق البول، ما يؤدي إلى نقص الكالسيوم في الدم.[5]
- القلاء (زيادة تراكم القواعد وإزالة الأحماض من الجسم).[6]
- زيادة عدد كريات الدم البيضاء.[7]

تُؤثر المستويات المرتفعة للقشرانيات السكرية في الدم الناتجة من استعمال العقاقير أو زيادة إفراز قشرة الغدة الكظرية على العديد من العمليات والأنظمة الهامة داخل الجسم. تشمل بعض الأمثلة على هذه التأثيرات، تثبيط عملية بناء العظام، وتثبيط عملية امتصاص الكالسيوم (تؤدي كل من العمليتين إلى هشاشة العظام)، وزيادة الفترة اللازمة لالتئام الجروح، وضعف العضلات وزيادة مخاطر الإصابة بالعدوى البكتيرية والفيروسية. تُشير هذه الملاحظات إلى العديد من الأدوار الفزيولوجية للقشرانيات السكرية.
النمو والتطوّر: للقشرانيات السكرية تأثيرات متعددة على عملية نمو الجنين وتطوره، ومن أهم الأمثلة على ذلك، دورها في نضج الرئة وتشكُّلها، وإنتاج مسببات التوتر السطحي الضرورية لوظيفة الرئة خارج الرحم، إذ تموت الفئران المُصابة باضطرابات متجانسة في الجينات المسؤولة عن القشرانيات السكرية بعد ولادتها بسبب عدم نضج الرئة. بالإضافة إلى ذلك، القشرانيات السكرية ضرورية للتطور (أو للنمو) الطبيعي للدماغ من خلال عملية النضج الطرفي وإعادة هيكلة المحاور والتشعبات العصبية. تُنشط القشرانيات السكرية إنزيم الصوديوم بوتاسيوم إيه تي باز ونواقل المواد الغذائية والإنزيمات الهاضمة، وتحفز التطور الوظيفي للنظام المعوي. تدعم أيضًا وتساعد على تطور النظام الكلوي الكُبيبي عبر زيادة ترشيح الكُبيبات.

### الإثارة والإدراك
تعمل القشرانيات الستيرويدية على الحُصين واللوزتين والفص الجبهي، جنبًا إلى جنب مع الأدرينالين، فتخفِّز القشرانيات السكرية تكوّن الذكريات الومضيّة عن الأحداث المُرتبطة بالمواقف العاطفية القوية المؤثرة، سواء الإيجابية أو السلبية منها. أكدت العديد من الدراسات حقيقة هذا الأمر، إذ أدى حصار نشاط القشرانيات السكرية أو النورأدرينالين إلى ضعف في استرجاع المعلومات المرتبطة بالأحداث العاطفية. كشفت العديد من المصادر الإضافية عن الموضوعات التي كان فيها الخوف مرتبطًا بمستويات عالية من الكورتيزول، كان استرجاع المعلومات الخاصة بها أفضل وأكثر كفاءة، وكان هذا التأثير عند الرجال أكثر منه عند النساء. ينعدم تأثير القشرانيات السكرية على الذاكرة في حال وجود تلف في منطقة  سي إيه 1 في تكوين الحُصين. في عدد كبير من الدراسات التي أُجريت على الحيوان، يؤدي استمرار التوتر والضغط العصبي -المسبِّب لزيادة مستويات القشرانيات السكرية- إلى إتلاف خلايا عصبية في هذه المنطقة في الدماغ، ما يضعِف أداء الذاكرة.
اتضح أيضًا أن للقشرانيات السكرية تأثير كبير على اليقظة (اضطراب نقص الانتباه) والإدراك (الذاكرة). يبدو أن هذا يتبع منحنى يركس دودسون، إذ أظهرت الدراسات أن مستويات القشرانيات السكرية في الدورة الدموية مُقابل أداء الذاكرة يظهر على شكل حرف يو، تمامًا مثل منحنى يركس دودسون.
تحفز المستويات العالية من القشرانيات السكرية أداء الذاكرة خصوصًا فيما يتعلق بالأحداث المُثيرة عاطفيًا، لكنها في بعض الأحيان تقلل من أداء الذاكرة بالنسبة للأحداث التي لا علاقة لها بمصدر الإثارة العاطفية. على عكس التأثيرات المُعززة لأداء الذاكرة، أوضحت الدراسات أن هرمونات التوتر هذه تمنع -بالفعل- عملية استرجاع المعلومات المخزنة. بالتالي، فإن التعرض طويل الأجل لأدوية القشرانيات السكرية يُمكن أن يؤدي إلى خلق حالة من الخلل في الذاكرة أو الانتباه أو كليهما أثناء العلاج وبعده، وتُعرف هذه الحالة بالخرف.

## أمثلة على بعض الستيرويدات
| الاسم                         | الفاعلية القشرانية السكرية                                          | الفاعلية القشرانية المعدنية | مدة التأثير (عمر النصف (t1/2) بالساعات) |
| ----------------------------- | ------------------------------------------------------------------- | --------------------------- | --------------------------------------- |
| كورتيزول (هيدروكورتيزون)      | 1                                                                   | 1                           | 8                                       |
| كورتيزون                      | 0.8                                                                 | 0.8                         | فموي 8، عضلي: 18+                       |
| بريدنيزون                     | 3.5-5                                                               | 0.8                         | 16-36                                   |
| بريدنيزولون                   | 4                                                                   | 0.8                         | 16-36                                   |
| ميثيل بريدنيزولون             | 5-7.5                                                               | 0.5                         | 18-40                                   |
| ديكساميتازون                  | 25-80                                                               | 0                           | 36-54                                   |
| بيتاميتازون                   | 25-30                                                               | 0                           | 36-54                                   |
| تريامسينولون                  | 5                                                                   | 0                           | 12-36                                   |
| بكلوميتازون                   | 8 بخات 4 مرات في اليوم تعادل 14 ملغ فموية من بريدنيزون مرة في اليوم | -                           | -                                       |
| أسيتات الفلودروكورتيزون       | 15                                                                  | 200                         | 24                                      |
| أسيتات الديوكسي كورتيكوستيرون | 0                                                                   | 20                          | -                                       |
| ألدوستيرون                    | 0.3                                                                 | 200-1000                    | -                                       |